# Michael Klemm (Handballspieler)
Michael Klemm (* 13. Juni 1965 in Duisburg) ist ein ehemaliger deutscher Handballspieler.
Klemm spielte in seiner aktiven Zeit beim TSV Bayer Dormagen auf Rückraum Mitte und galt als intelligenter Spielmacher mit einem breiten Wurfrepertoire. Als Zweitligaspieler wurde er in die deutsche Nationalmannschaft berufen. Für Deutschland bestritt Klemm 110 Länderspiele, in denen er 146 Tore warf. 1997 beendete er seine Karriere nach 229 Erstligaspielen für Dormagen.

## Erfolge
- 10. Platz bei den Olympischen Spielen 1992 in Barcelona